# Dworzec autobusowy Warszawa Stadion
Dworzec autobusowy Warszawa Stadion – nieistniejący obecnie dworzec autobusowy w Warszawie, działający w latach 1966–2011 w prawobrzeżnej części miasta.

## Historia
Dworzec Warszawa Stadion powstał w 1966, na terenach wydzierżawionych od miasta (4212 m²) i Polskich Kolei Państwowych (336,4 m²), przy przystanku kolejowym Warszawa Stadion (na linii średnicowej). Miał 5 stanowisk odjazdowych i 30 miejsc postojowych dla autobusów. Obsługiwał kursy międzynarodowe i krajowe, głównie do miejscowości położonych na wschód od miasta: Łomży, Łukowa, Garwolina, Wyszkowa, Siemiatycz i Puław. W 2007 obsługiwał 274 kursy dziennie, a korzystało z niego 1,5 miliona pasażerów rocznie. Korzystało z niego 65 przewoźników komunikacji krajowej i 12 międzynarodowej. W związku z przebudową terenu przed EURO 2012 1 września 2011 dworzec zlikwidowano, a kursy dalekobieżne przeniesiono na wybudowaną prowizorycznie pętlę przy ul. Lubelskiej, część kursów również na dworzec Wschodni i dworzec Zachodni.